# Markington with Wallerthwaite
Markington with Wallerthwaite – civil parish w Anglii, w North Yorkshire, w dystrykcie (unitary authority) North Yorkshire. W 2011 civil parish liczyła 629 mieszkańców. W obszar civil parish wchodzą także Herleshow, Ingerthorpe i Wallerthwaite.